# Olivia Castle
Olivia Castle é uma personagem fictícia da franquia Final Destination. Ela aparece em Final Destination 5 como uma dos sobreviventes do colapso da ponte North Bay. Ela é interpretada por Jacqueline MacInnes Wood, sendo uma das protagonistas do filme. A personagem ganhou popularidade e aclamação, devido ao desempenho de Wood e à personalidade atrevida e cômica da personagem, junto de seu destino memorável.

## Papel em Final Destination 5
Olivia é funcionária de escritório da Presage Paper. Ela está a caminho de um retiro corporativo ao lado de seus colegas de trabalho quando Sam Lawton tem uma premonição de que a ponte que eles estão atravessando cairá; Olivia teria sobrevivido à queda no mar antes que um carro caísse e a esmagasse. Ela acaba descendo do ônibus e testemunha o desabamento da ponte momentos depois, percebendo que a premonição de Sam era real. Porque os funcionários deveriam ter morrido na ponte, eles começam a ser caçados pela Morte. Alguns dias mais tarde, Olivia se reúne com os outros em seus escritórios, bebendo em memória dos mortos, mas também parecendo inconformada com a morte recente de outra sobrevivente, Candice Hooper, em um acidente de ginástica. Olivia então sai para uma consulta de LASIK para melhorar sua visão míope. Sua cabeça é fixada e a pálpebra direita é aberta com um espéculo. Por causa da ansiedade, ela aperta um ursinho de pelúcia, fazendo com que o olho caia no chão. O médico percebe que não tem informações no arquivo e deixa Olivia sozinha para falar com a secretária. Um copo de água que Olivia deixou em cima de um refrigerador de água é derrubado quando o refrigerador borbulha, e o copo se derrama sobre a unidade de energia da máquina a laser conectada à parede. A intensidade do raio é aumentada a níveis extremos, e a máquina de laser começa a tremer, o que faz com que Olivia fique nervosa. Olivia tenta alcançar o botão de parada de emergência no controle remoto para desligar a máquina, mas acidentalmente o derruba no chão, onde o botão de ativação é pressionado, lançando o laser que queima seu olho e, posteriormente, sua mão. Quando Sam e Molly Harper correm para o escritório da frente para salvá-la do perigo, e enquanto o médico garante que ela ficará bem, seus gritos são ouvidos e eles correm para salvá-la. Assim que eles chegam à sala, ela consegue soltar a cabeça do grampo e sair da mesa antes que o laser dispare novamente. No entanto, por estar usando botas de salto alto, ela tropeça no olho de vidro do ursinho de pelúcia no chão e cai pela janela até bater em um carro e morrer.

## Desenvolvimento

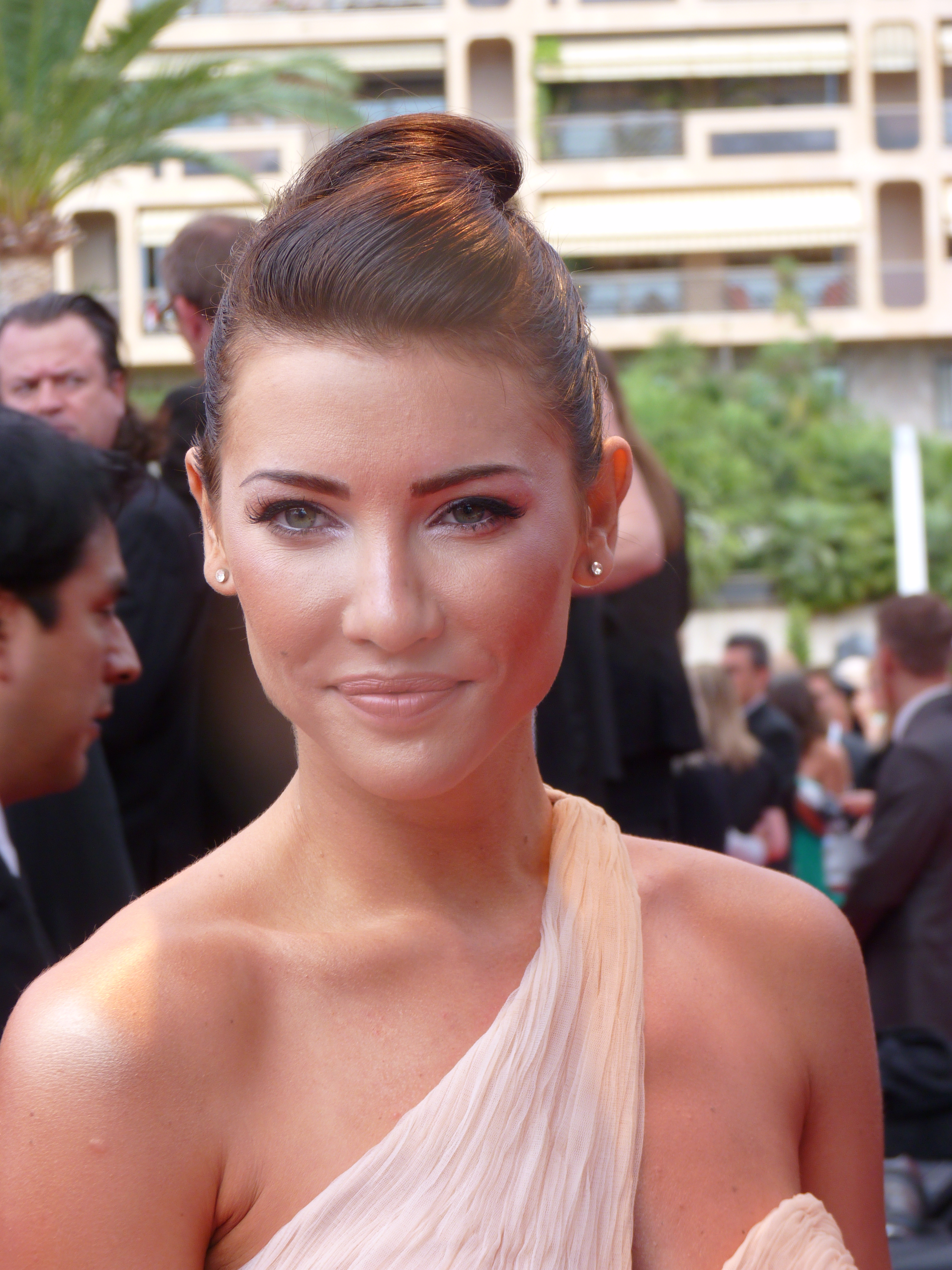
Jacqueline MacInnes Wood (fotografia tirada em 2012) foi escolhida para o papel de Olivia.

Em uma entrevista, Jacqueline MacInnes Wood revelou que ela era fã da série desde criança e falou sobre sua parte no filme e sua famosa cena de morte. Ela disse:

"Eu estava trabalhando no meu programa e descobri que eles estavam fazendo uma audição", diz ela. "Então, gravei a cena às 6 horas da manhã - eu não conseguia entrar [para ler] porque estava filmando loucamente - e descobri na hora do almoço que eles me queriam."
"Filmei [a cena] das 18 horas até as 9 horas da manhã", diz ela, "e o espéculo provavelmente entrou e saiu do meu olho 60 ou 70 vezes. Você continua anestesiando o olho, mas depois de um tempo.... Esse medo, tudo - isso é real. Era exatamente assim que eu estava me sentindo. Houve momentos em que eu estava tentando chegar a um ponto emocional - eu também estava com um aperto na cabeça - e a coisa saiu do meu olho. Não tive nenhum arranhão, talvez apenas um pequenininho, mas consegui lidar com isso."

### Caracterização
Quando pediram que ela explicasse sua personagem, Jacqueline disse: 
“Ela é uma garota honesta, alguém que você quer conhecer. Ela é muito honesta, talvez honesta demais. Mas, ela não diz essas coisas para machucar ninguém. Ela só não tem um filtro. Ela é direta, e é o tipo de garota que todo homem e toda mulher quer como sua melhor amiga. Ela olha para a vida como um soldado da linha de frente: Ela iria preferir lutar até a morte a se esconder em um buraco.”

## Recepção
A personagem recebeu avaliações positivas, com críticos elogiando a performance de Wood e a morte de sua personagem. James Wood, da Moviepilot, elogiou a performance de Jacqueline, opinando que:

“Os personagens desse daqui são os melhores. Eu realmente gostei de Jacqueline MacInnes Wood, sua performance é espirituosa, sexy e em certos pontos bem engraçada, sua personagem diz coisas insensíveis nos momentos mais inapropriados!”
Irving Zarate, também da Moviepilot, se referiu a morte de Olivia como memorável, dizendo que:

“Essa morte exige pouca lógica, mas ainda assim é eficaz. Qualquer pessoa que tenha visto esse episódio não fará uma cirurgia a laser nos olhos tão cedo. A visão é um aspecto importante da vida, mas quando se trata de abrir mão dela em troca de uma chance de enxergar, os óculos não parecem tão ruins, afinal. Por fim, Olivia morre ao cair de uma janela, mas são os sons sinistros do laser e suas trágicas consequências que tornam essa cena inesquecível”
Em uma lista de 15 mortes memoráveis da franquia Final Destination, Comic Book Resources ranqueou a morte de Olivia como a sexta, considerando ela uma das mais aterrorizantes por tomar vantagem de um “procedimento assustador”.
Allison Neves, da Academia Americana de Oftalmologia, elogiou a cena da cirurgia apesar dela não ser realista, explicando que: 

“"Os cineastas de filmes de terror precisam ultrapassar os limites da fantasia ultrajante, e foi isso que fizeram aqui. O trabalho deles é transformar cenários cotidianos em algo sinistro e diabólico para entreter o público. Essa cena é puro entretenimento hollywoodiano criado para pessoas que gostam desse gênero."

### Influência em LASIK
Antes de sua morte no filme, Olivia teve seu olho queimado por um laser durante uma operação de LASIK. A cena tinha exageros e não pode acontecer na vida real, mas ainda foi responsável por fazer com que muitos tivessem medo do procedimento. Os médicos tiveram que contar aos pacientes que a representação do filme não refletia a cirurgia ocular de verdade.